# セブカン沢

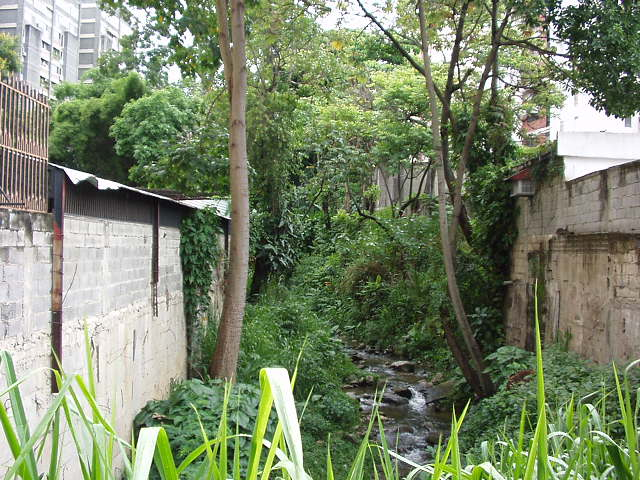
市内を流れる川 (2004年7月)

セブカン沢（セブカンさわ、Quebrada Sebucan）は、ベネズエラのカラカスを流れる小さな川で、グアイレ川の支流である。ミランダ州のチャカオ市とスクレ市の境を流れる。

## 地理
アビラ山から南に流れ、カラカスの市街に入り、やがてグアイレ川に合流する。市の境界とはいえ、住宅地の中を通り抜ける小さな目立たない川である。